# ГЕС Обра
ГЕС Обра (англ. Obra Hydroelectric Power Plant) – гідроелектростанція в центральній Індії на сході штату Уттар-Прадеш. Знаходячись після ГЕС Ріханд, становить нижній ступінь в каскаді на річці Ріханд, яка стікає в північному напрямку із західної частини плато Чхота-Нагпур (відділяє плоскогір’я Декану від Індо-Ганзької рівнини) та впадає праворуч у річку Сон, котра в свою чергу є правою притокою Гангу. 
В межах проекту річку перекрили земляною/кам’яно-накидною греблею з бетонними водоскидами висотою 29 метрів та довжиною 1957 метрів, яка потребувала 140 тис м3 матеріалу та утримує водосховище з об’ємом 211 млн м3.
Пригреблевий машинний зал обладнали трьома турбінами типу Каплан потужністю по 33 МВт, які працюють при напорі від 15,3 до 23,7 метра та забезпечують виробництво 289 млн кВт-год електроенергії на рік.